# Condado de Benjumea
El condado de Benjumea fue un título nobiliario español creado por Francisco Franco el 18 de julio de 1951 a favor de Joaquín Benjumea Burín, ingeniero de minas y político. 
El condado fue suprimido el 21 de octubre de 2022 tras la entrada en vigor de la Ley de Memoria Democrática.

## Denominación
La denominación de la dignidad nobiliaria refiere al apellido paterno, por lo que fue universalmente conocida la persona a la que se le otorgó dicha merced nobiliaria.

## Condes de Benjumea
|                               | Titular                       | Periodo                       |
| Creación por Francisco Franco | Creación por Francisco Franco | Creación por Francisco Franco |
| ----------------------------- | ----------------------------- | ----------------------------- |
| I                             | Joaquín Benjumea Burín        | 1951-1963                     |
| II                            | Diego Benjumea Medina         | 1963-1996                     |
| III                           | Alfonso Benjumea Medina       | 1996-2004                     |
| IV                            | Joaquín Benjumea Alarcón      | 2004-2022                     |